# Казалабрива
Казалабрива (фр. Casalabriva) је насељено место у Француској у региону Корзика, у департману Јужна Корзика.
По подацима из 2000. године број становника у месту је био 184, а густина насељености је износила 11 становника/km².

## Демографија
| 1962. | 1968. | 1975. | 1982. | 1990. | 2011. |
| ----- | ----- | ----- | ----- | ----- | ----- |
| 150   | 162   | 139   | 136   | 150   | 180   |